# 12. světové skautské jamboree
12. světové skautské jambore se konalo od 31. července do 9. srpna 1967 ve státním parku Farragut ve Skalnatých horách v Idaho (USA). Bylo to druhé světové skautské jamboree, které se konalo v Severní Americe.

## Historie
Svým mottem „For Friendship“ (Pro přátelství) 12. světové jamboree přilákalo 12 011 skautů ze 105 zemí, včetně skautů ze Somálska, a 1 300 zástupců z Velké Británie. Mezi dalšími země patřily: Kanada, Francie, Indonésie, Jamajka, Filipíny a Švédsko.
Mezi významnými návštěvníky byla světová náčelní Olave Baden-Powell a viceprezident Spojených států Hubert H. Humphrey. Památné rysy Jamboree zahrnovaly rekonstrukci historicky prvního skautského tábora na Brownsea, dobrodružnou stezku, specializovanou rybářskou oblast, plavby lodí a další vodní aktivity na Lake Pend Oreille, karnevalové představení Skill-o-Rama, výstavy a také rodeo a opakování přátelské Wide Game z 11. světového skautského jamboree v roce 1963.

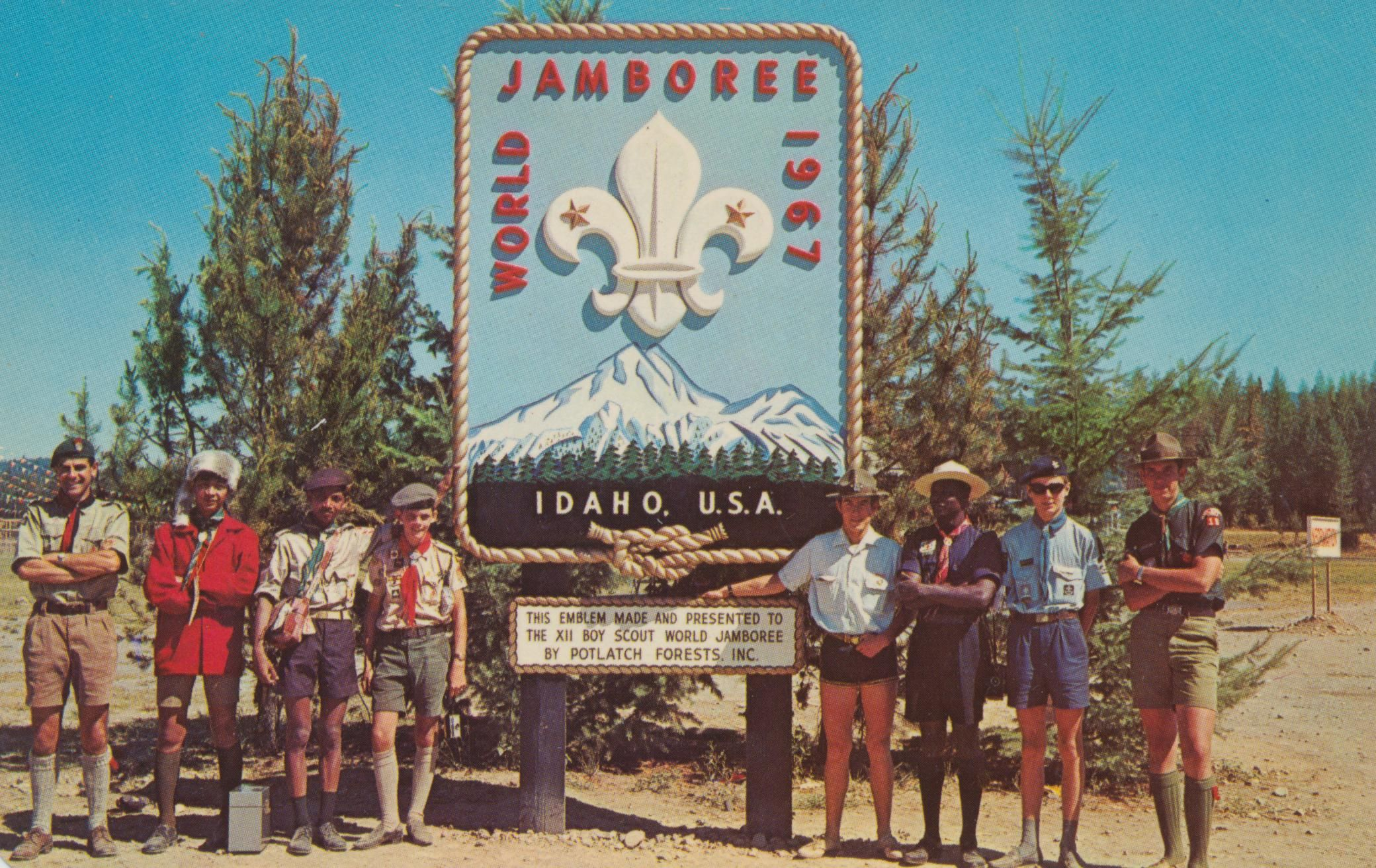
XII. Boy Scout World Jamboree